# نعل شكن (مقاطعة ديواندرة)
نعل‌شكن (بالفارسية: نعل‌شکن) هي قرية تقع في قسم سارال الريفي (مقاطعة ديواندرة) في إيران. يقدر عدد سكانها بـ 228 نسمة .